# كاتدرائية جميع القديسين
كرست كاتدرائية جميع القديسين في القاهرة في عام 1988 وهي كرسي أبرشية مصر الانجيليكانية / الاسقفية مع شمال إفريقيا والقرن الأفريقي (القطاع الإقليمي الانجيليكاني في الإسكندرية). تقع الكاتدرائية بالقرب من فندق ماريوت في الزمالك، وهي منطقة سكنية بالمدينة تقع على جزيرة في وسط نهر النيل. المبنى والأرض تبرعت بهما الحكومة المصرية.
يوجد مبني للخدمات وبيت الاسقفية بجانب الكاتدرائية وأيضًا مكتب للخدمات الطبية ومكتب لخدمة اللاجئين في مصر. تستضيف الكنيسة مجموعات من السودانيين والاجانب المتواجدين بمقر، ومجموعات أخرى تستخدم الكاتدرائية للعبادة.
الكاتدرائية مبنية من الخرسانة ومصممة على شكل صليب على مستوى الأرض وتاج في الأعلى. يمكن رؤية سقف الكنيسة من أي مكان في الزمالك وقد وصفه مشاهد القاهرة بأنها تذكرنا بزهرة اللوتس. تم تصميم الكاتدرائية من قبل المهندسين المعماريين المصريين الدكتور عوض كامل وسليم كامل، اللذان قاما أيضًا بتصميم كاتدرائية القديس مرقس القبطية الأرثوذكسية (كاتدرائية العباسية).
تم الانتهاء من كاتدرائية جميع القديسين في القاهرة عام 1878. ثم بنيت الكاتدرائية مرة أخرى وافتتحت في عام 1938 وكان تطل على النيل وخلف المتحف المصري. صممه أدريان جيلبرت سكوت (حفيد السير جورج جيلبرت سكوت )، ثم تم هدمها بعد 40 عامًا لإفساح المجال لكوبري 6 أكتوبر.